# Valenciennea longipinnis
Valenciennea longipinnis är en fiskart som först beskrevs av Lay och Bennett, 1839.  Valenciennea longipinnis ingår i släktet Valenciennea och familjen smörbultsfiskar. Inga underarter finns listade i Catalogue of Life.

## Bildgalleri

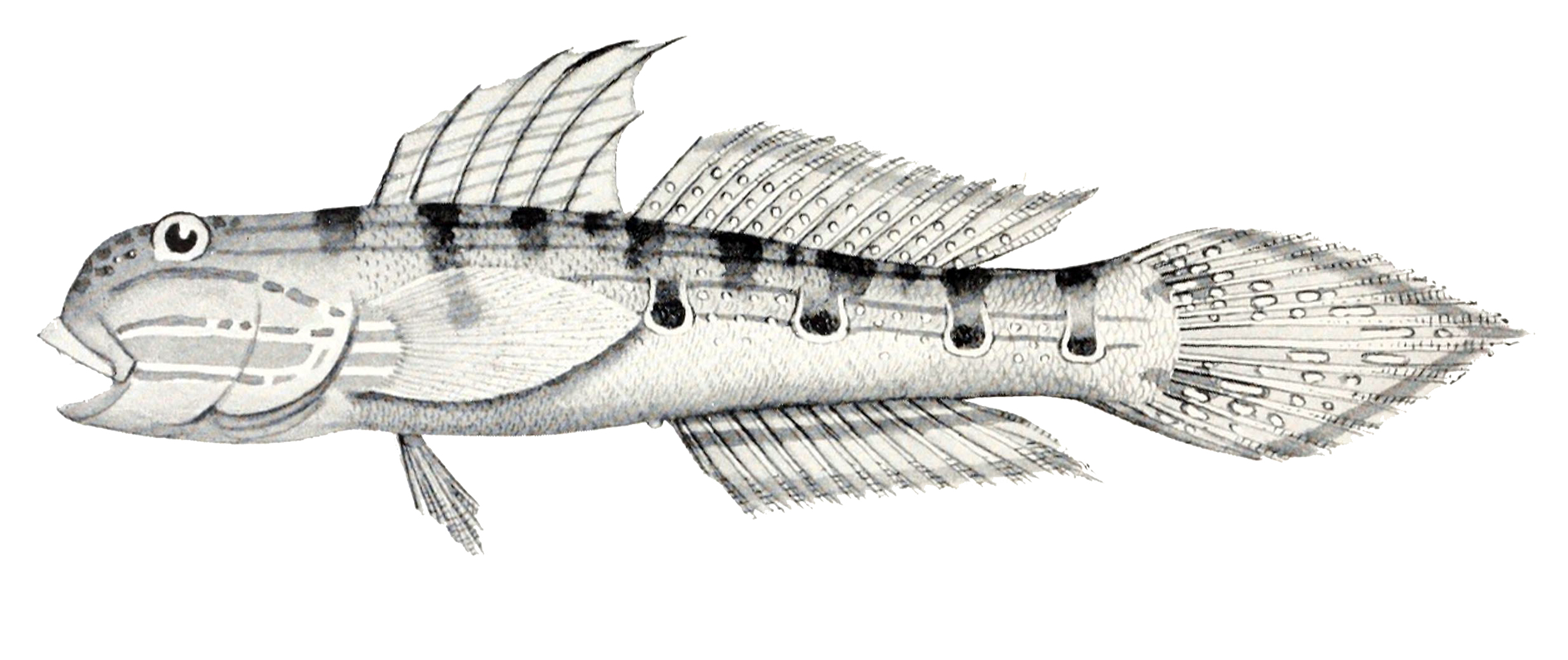